# Martha Rocha
Maria Martha Hacker Rocha (Salvador, 19 de setembro de 1932 – Niterói, 4 de julho de 2020) foi uma rainha da beleza que foi eleita a primeira Miss Brasil em 1954.
Aos 21 anos, participou do Miss Bahia, vencendo o concurso. Em 26 de junho de 1954, foi eleita Miss Brasil, no Hotel Quitandinha, em Petrópolis, no Rio de Janeiro.
Em julho de 1954, logo depois de chegar aos Estados Unidos, tornou-se a favorita nas casas de apostas para vencer o Miss Universo. No entanto, Martha ficou em 2º lugar, perdendo para a americana Miriam Stevenson.
De volta ao Brasil, tornou-se referência nacional de beleza e alcançou a fama. Segundo texto no Clic RBS em 2014, "o ideal de beleza consolidado pela baiana seguiria influenciando gerações e gerações de mulheres pelas décadas seguintes".

## Biografia
Maria Martha nasceu na rua Coqueiros do Farol 72, atualmente denominada avenida Almirante Marquês de Leão, na Barra Avenida, em Salvador. Era filha do baiano Álvaro Pereira Rocha e da paranaense Hansa Hacker Rocha. Seu pai era filho legítimo de Antônio Olympio de Almeida e Dária Maria de Almeida, porém foi adotado pelos padrinhos Gustavo Pereira Rocha e Eulália Bonfim Rocha. Sua mãe era filha de Hans Hacker e Emma Johanne Henriette Anna Amélia Maria Stoeterau, alemães.
O casal Álvaro e Hansa teve 11 filhos, listados a seguir: Maria Sigrid (1921-2003), Maria Lúcia (1922-2004), Maria Ruth (1924-2022), Maria Thereza (1927-2019), Maria Laura (1928-2004), Maria Helena (1930-2019), Maria Martha (1932-2020), Gustavo (1935-2018), Hans (1937), Álvaro Adolfo (1943-2005), Paulo Roberto (1948-2013).
Martha verbalizou em sua biografia: "Nossa casa era austera e grande. Era sala de visita para lá, sala de não sei quê para cá, portas fechadas sempre. Eu sonhava com aquela sala onde jantavam as irmãs mais velhas com meus pais. Ficava sempre de olho comprido, jantando com os irmãos menores e vovó Eulália".
Segundo a própria, o pai era um homem muito difícil de expressar emoções e era rígido, e na infância se sentia muito excluída e julgada pelas irmãs, principalmente por Lúcia e Ruth, mas que isso jamais se transformou em uma questão séria e se dava muito bem com as irmãs, especialmente com Laura, a mais próxima. Já a mais velha, Sigrid, segundo ela era uma mulher marcada pois como filha mais velha teve muitas responsabilidades ajudando os pais a criarem os filhos mais novos.
Algumas de suas irmãs casaram-se com imigrantes estadunidenses que passavam temporada na Bahia como agentes navais durante a Segunda Guerra Mundial: Ruth, com James Robert Chassee, Thereza, com Péter Johon Arroswith Cook e Laura, com Joseph Louis Conti.
Casou-se em 1956 com o banqueiro português Álvaro Júlio Victorino Piano, filho de Artur Antônio da Costa Piano e Edeltrudes Maria de Oliveira Victorino e com ele teve dois filhos: Álvaro Luis e Carlos Alberto, nascidos em Buenos Aires. Martha se dava muito bem com a família do marido, que assim como ela tinha muitos irmãos, no total 11, sendo 2 de um outro relacionamento de seu pai. Seu filho Álvaro, foi casado com sua prima Maria Teresa, que era filha de seu tio Jorge Francisco, o mesmo que deu o golpe em Martha, e teve uma filha, Fernanda, falecida com apenas 24 anos de idade em 2009, fato que deixou Maria Martha muito deprimida na época.

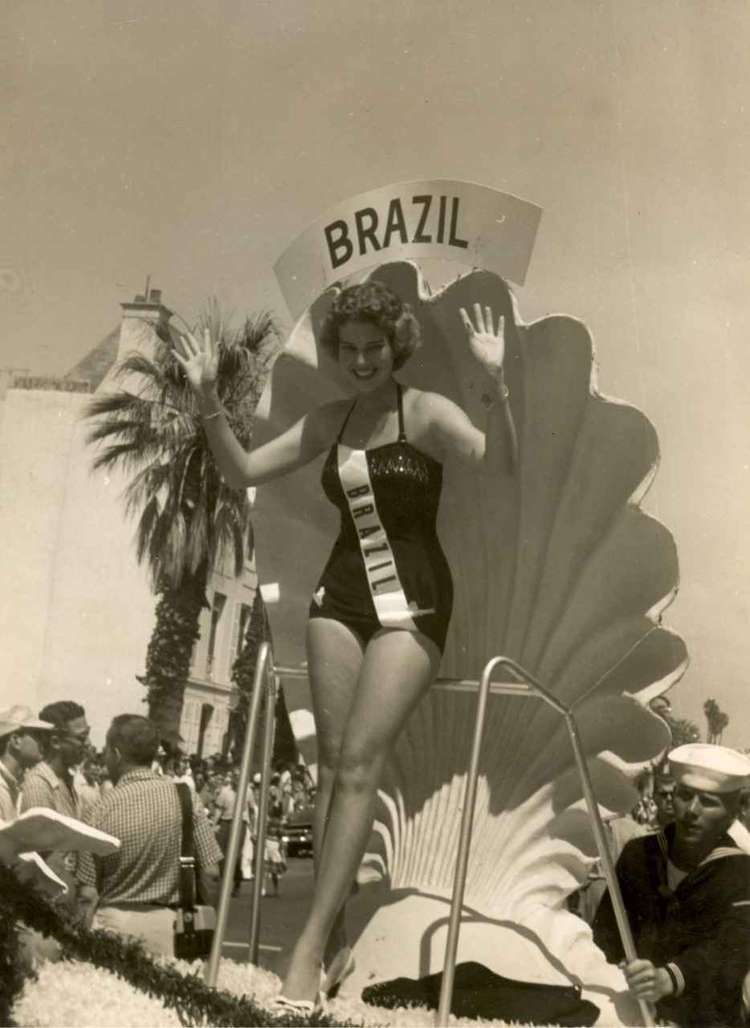
Martha Rocha Miss Brasil

Em 16 de fevereiro de 1959, com a família passando uma temporada em Mar del Plata na Argentina, seu marido faleceu em um acidente de avião. Voltou ao Brasil com 29 anos, e em 1961 casou-se com Ronaldo Xavier de Lima, com quem teve uma filha, a artista plástica Claudia Xavier de Lima.

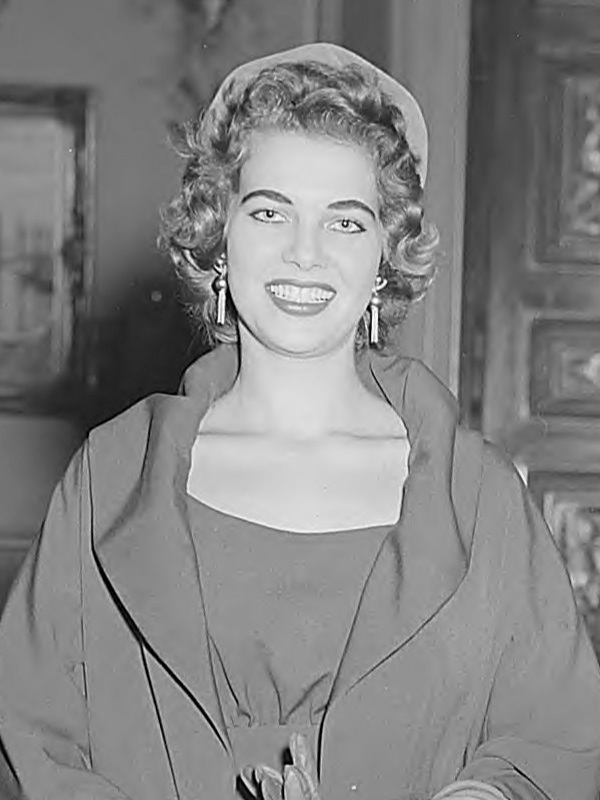
Presidente Getúlio Vargas recebe em audiência Rocha

Em 1995 perdeu todo dinheiro para o cunhado Jorge Piano. Sobre isto escreve em seu Facebook em 2019: "Em 1995, com a fuga de Jorge Piano com todo o meu dinheiro, superei meus problemas com suporte de meus dois filhos, duas amigas e o meu trabalho honrado, vendendo os quadros pintados por mim, e ganhando cachê para divulgar o concurso Miss Brasil.".
Em 2015, segundo o colunista Ancelmo Gois, ela havia entrado com uma ação judicial contra a filha, Cláudia Xavier de Lima por "viver na miséria depois de perder suas economias". Segundo a biografia de Martha, os pequenos conflitos com Cláudia eram fruto do divórcio com seu marido Ronaldo.
Em março de 2019, revelou em seu Facebook que por questões financeiras, estava vivendo no lar de idosos Carol Caminha, em Niterói.

## Vida como Miss Brasil

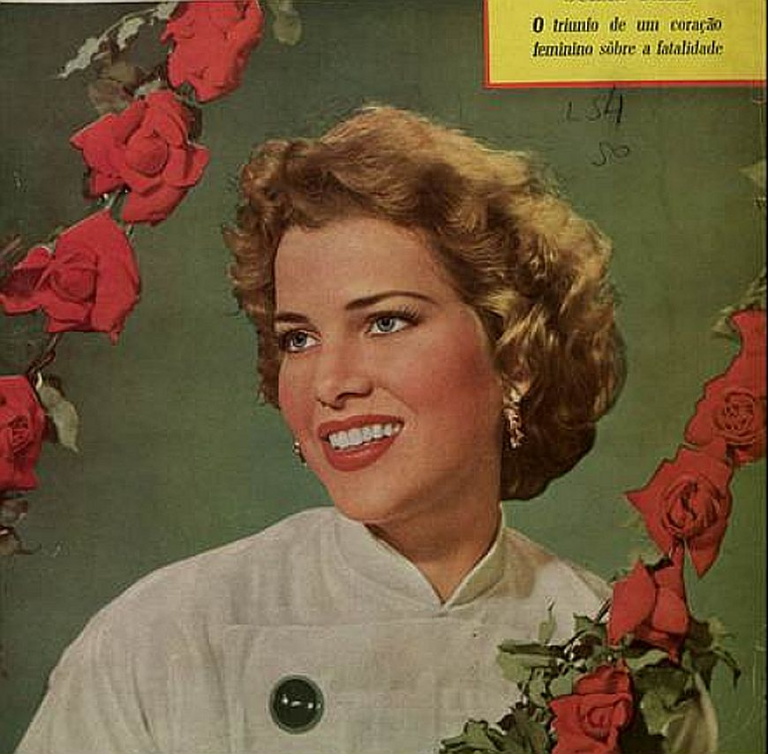
Rocha na revista O Cruzeiro (1954)

Martha teve uma agenda agitada como Miss Brasil. Em 1955 visitou o Rio Grande do Sul, mais precisamente a cidade de Caxias do Sul. "A jovem de 19 anos cumpriu uma concorrida agenda festiva e turística durante três dias: 21, 22 e 23 de maio de 1955", escreveu o Clic RBS na sua seção Memórias em agosto de 2014.
"Vaidosa ao extremo, a miss veio escoltada por uma secretária particular e uma cabeleireira, que costumavam acompanhá-la em todas as visitas pelo país", diz também a matéria.

## Duas polegadas: a lenda que é contada como verdade
A história das duas polegadas foi uma invenção do jornalista João Martins, da revista O Cruzeiro, do Rio de Janeiro, para consolar o orgulho brasileiro. Tudo foi combinado com os demais jornalistas brasileiros que estavam em Long Beach. A própria Martha autorizou a versão, conforme consta em sua autobiografia. Segundo Martha, nem ela soube se essa história das duas polegadas foi verdade mesmo. "Nos Estados Unidos, nunca ninguém me tirou as medidas", disse em sua biografia.
Em dezembro de 2015, o colunista Ancelmo Gois reviveu na coluna Retratos da Vida, de O Globo, a história das duas polegadas, relembrando que em 1955 Pedro Caetano, Alcyr Pires Vermelho e Carlos Renato lançaram uma marchinha de Carnaval, gravada pela própria Martha Rocha, onde se cantava: “Por duas polegadas a mais, passaram a baiana pra trás/Por duas polegadas, e logo nos quadris/Tem dó, tem dó, seu juiz!”.

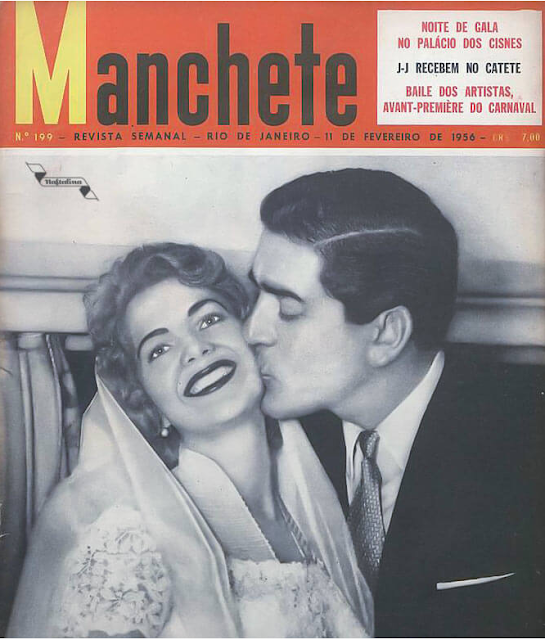
Casamento de Martha Rocha

## Vida após o concurso

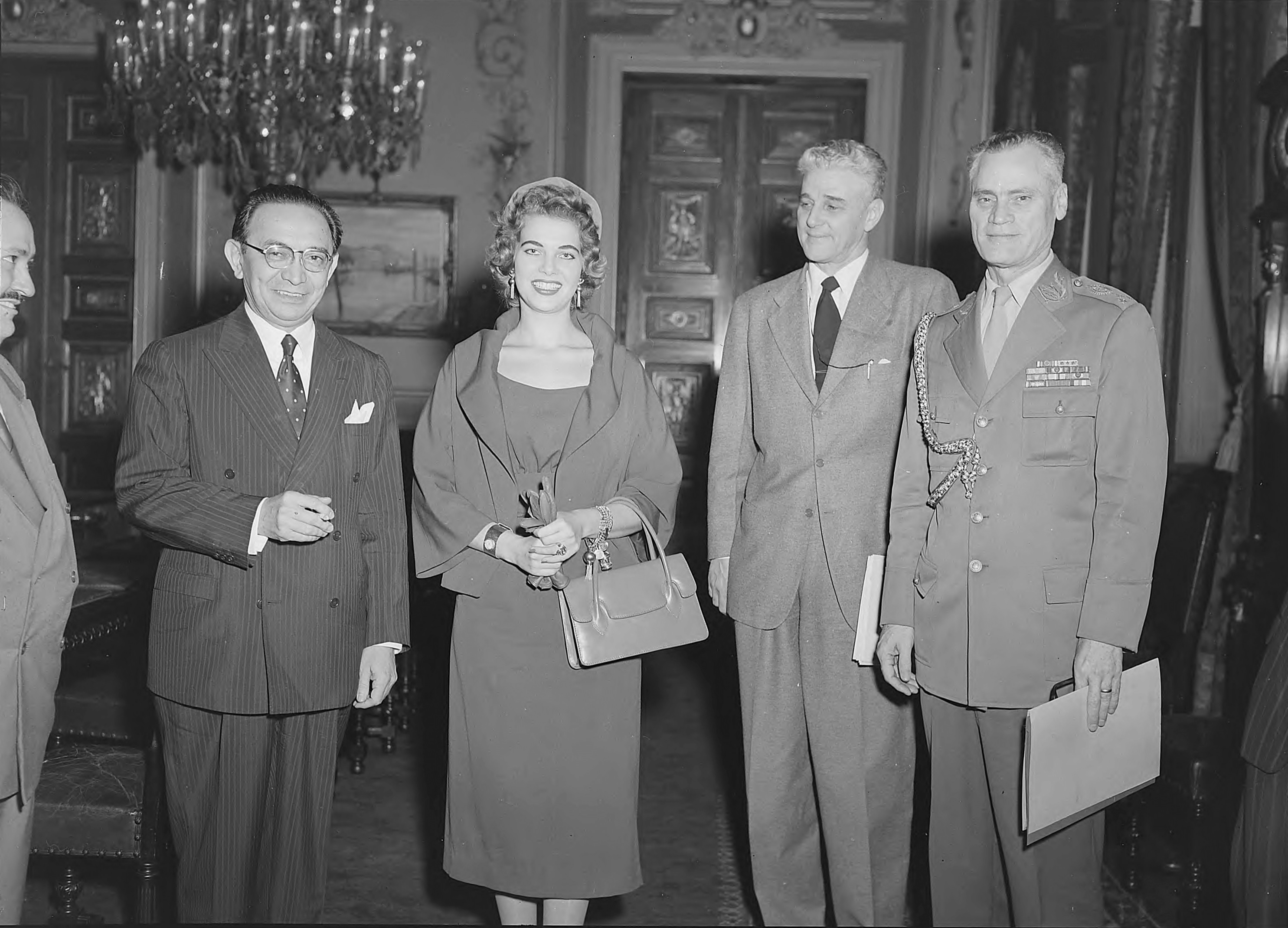
Presidente Café Filho recebe Rocha no Palácio do Catete (1954)

A partir de 1996, passou a aparecer em júris de concursos de beleza se tornando a primeira miss a cobrar cachê para tanto. Em uma entrevista publicada em abril de 2006 pela revista Isto É, Martha explicou que era uma necessidade, pois no ano anterior perdera todo o dinheiro que tinha com a falência de uma instituição financeira (a Casa Piano) comandada à época por um de seus familiares no Rio de Janeiro.
Em 2000, descobriu ser portadora de câncer de mama após assistir a uma reportagem televisiva sobre mutirões de saúde que promoviam o autoexame. A partir daí, Martha passou a ter outro estilo de vida. Nessa época, mudou-se do Rio para Laranjal, bairro de Volta Redonda.
Em 2004, Martha foi homenageada com uma exposição itinerante de fotos de sua trajetória como Miss Brasil, contando inclusive com a participação do rollys royce que ganhou no concurso. Nesse ano, o concurso chegava ao seu 50º aniversário.

## Morte
Morreu aos 87 anos em 4 de julho de 2020 após uma insuficiência respiratória seguida de um infarto. Seu sepultamento foi realizado no dia seguinte, 5 de julho, no Cemitério no Santíssimo Sacramento, em Niterói. Segundo um dos seus filhos, ela estava em um estado debilitado há bastante tempo e morreu de forma relativamente tranquila.

## Homenagens
Em sua homenagem foi criado, por exemplo, o bolo ou a torta "Martha Rocha". A receita foi criação de Dona Dair da Costa Terzado, proprietária da Confeitaria das Famílias, de Curitiba. A pick-up Chevrolet 3100, lançada em 1955, recebeu o apelido "Marta Rocha" porque, quando vista de frente, possuía um marcante sobressalto de seus paralamas em relação a largura da cabine, algo próximo das famosas 2 polegadas de Martha Rocha, que junto das ainda presentes curvas em sua lataria, justificaram tal apelido. Além disso, seu nome foi usado como apelido para um sorvete e até um tipo de pão doce.